# Boeing 367-80
Die Boeing 367-80 ist der vierstrahlige Flugzeug-Prototyp sowohl für die erfolgreiche Passagierjet-Modellreihe Boeing 707 als auch für die in fast ebenso großer Stückzahl gebauten militärischen Transporter der C-135-Familie. Das 1954 vorgestellte Einzelstück mit dem zivilen Luftfahrzeugkennzeichen N70700 wurde zwar als „367-80“ bezeichnet, basierte aber nicht auf der propellergetriebenen Boeing 367 und wird deshalb meist nur „Dash 80“ bzw. „Strich 80“ genannt. Der Prototyp wurde bis 1972 für Tests verwendet, etwa für Bauteile der Boeing 727 oder des Überschall-Projektes Boeing 2707, und ist bei Washington ausgestellt.

## Geschichte
Anfang der 1950er Jahre reiften bei Boeing Pläne für ein Passagierflugzeug mit dem damals neuartigen Strahlantrieb. Um die abschätzbar hohen Entwicklungskosten nicht alleine aufbringen zu müssen, versuchte der Hersteller von Anfang an, auch die US Air Force (USAF) als Abnehmer zu gewinnen.
Boeing nannte seinen Entwurf Model 367-80, in Anlehnung an sein Modell 367, das als C-97 bei der US-Luftwaffe auch als Tankflugzeug KC-97 im Einsatz stand. Intern bezeichnete Boeing das Projekt schon früh als 707, benutzte nach außen aber weiterhin den Namen 367-80. Die USAF zeigte zunächst jedoch kein Interesse, und so entschied sich Boeing, auf eigenes Risiko einen Prototyp zu bauen. Ende August 1952 begann die Herstellung, die mit dem Rollout schon am 14. Mai 1954 endete. Das meist nur kurz Dash 80 (englisch dash: Bindestrich) genannte Flugzeug flog trotz zwischenzeitlicher Fahrwerkspanne bereits zwei Monate später am 15. Juli erstmals. Bis dahin hatte Boeing 16 Millionen US-Dollar investiert. Schon bald erhielt die Maschine eine Betankungseinrichtung mit starrem Ausleger, die der Air Force überzeugend vorgeführt wurde, so dass sie am 3. August 1954 die ersten 29 Exemplare der KC-135A als kombiniertes Transport-/Tankflugzeug bestellte. Gegenüber der Dash 80 wurden die militärischen Serienmodelle erheblich modifiziert und weiterentwickelt. So erhielten sie auf Forderung der Air Force hin einen um 30 cm breiteren Rumpf.

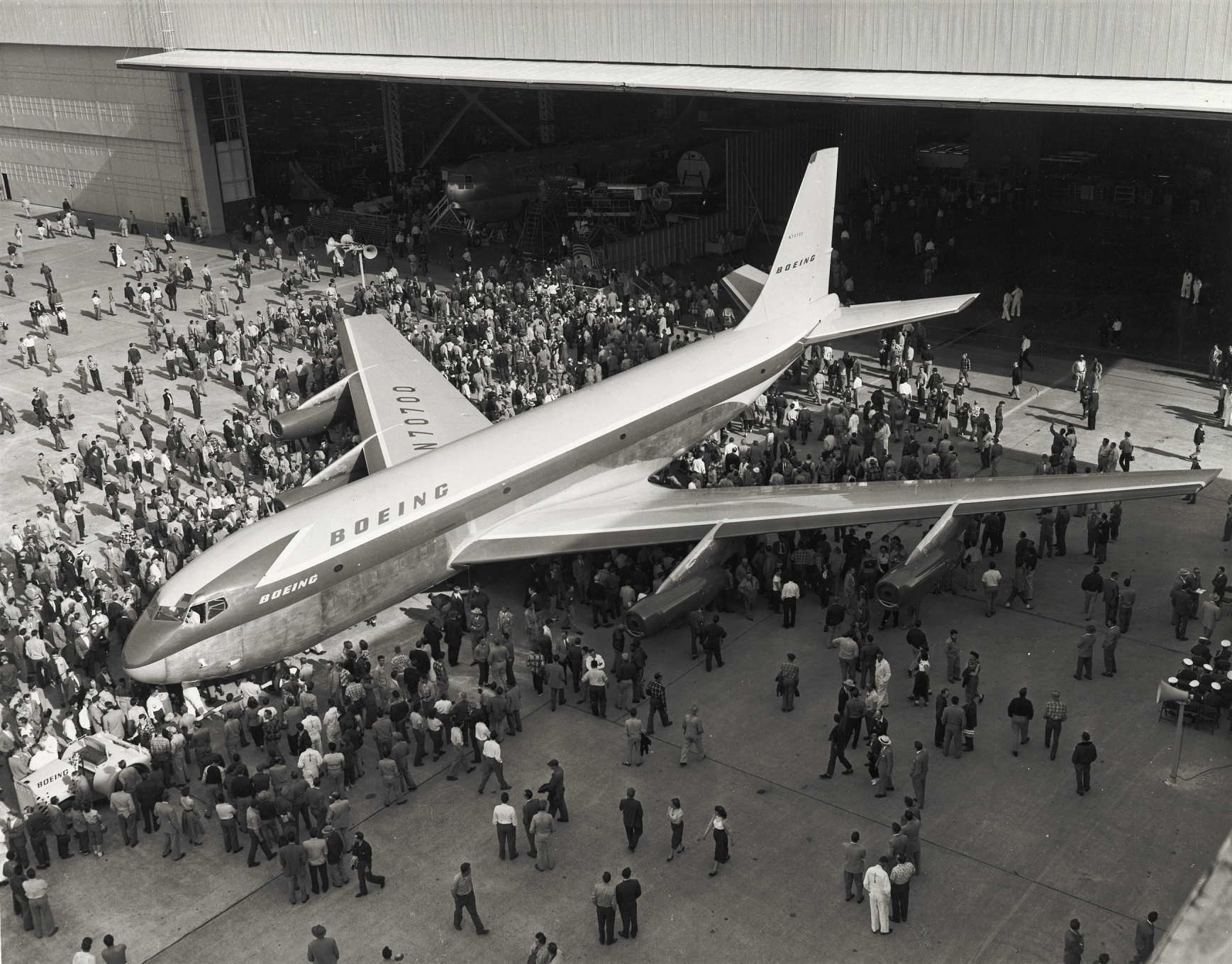
Vorstellung am 14. Mai 1954

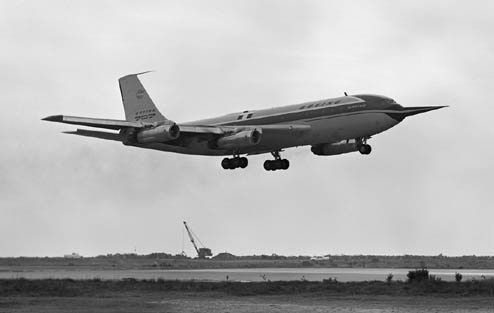
Boeing 367-80 am 12. Dezember 1965 mit „Nasenspitze“ des Überschallprojektes Boeing 2707

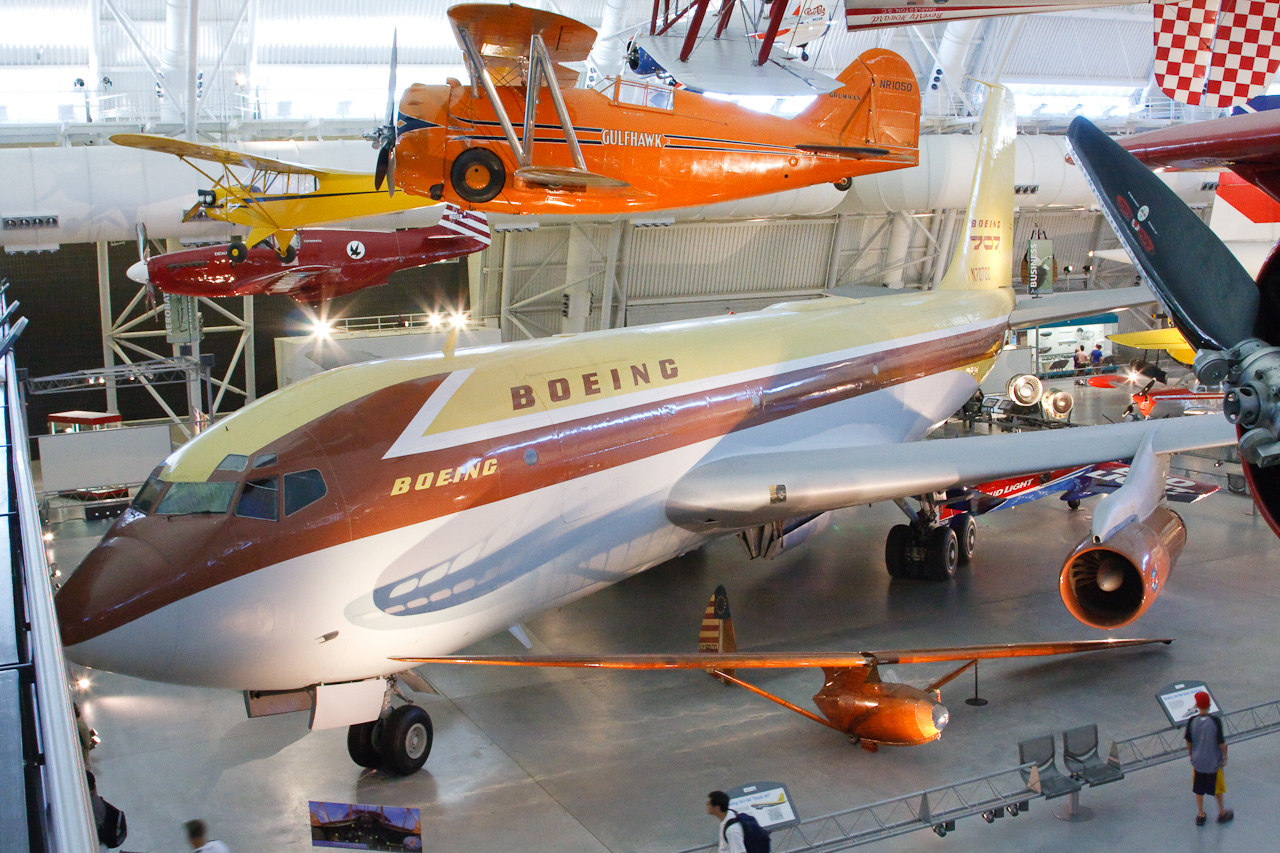
Im Museumshangar des Smithsonian-Instituts in Washington DC

Nach einem zivilen Demonstrationsflug im August 1955, bei dem der Pilot eigenmächtig zwei Fassrollen vorführte, waren auch die großen US-Fluggesellschaften von der Leistungsfähigkeit des Modells überzeugt. Pan Am machte am 13. Oktober 1955 den Anfang und bestellte 20 Maschinen des auf der Dash 80 basierenden neuen Typs 707-120. Um in der Kabine anstatt zwei und drei Sitzen je Reihe drei und drei Sitze unterbringen zu können, musste der Rumpf allerdings nochmals um 10 Zentimeter gegenüber der KC-135 verbreitert werden. Die neue zivile Baureihe erhielt nun auch offiziell die Modellnummer 707 und war damit der erste zivile Flugzeugtyp von Boeing mit der inzwischen klassischen 7X7-Bezeichnung. Am 20. Dezember 1957 fand der Erstflug einer 707-120 statt, die Auslieferung an die Fluggesellschaften begann im August 1958.
Die militärische Baureihe wurde intern als Model 717 bezeichnet, weshalb auf die 707 keine 717, sondern die Boeing 727 folgte. Nachdem Boeing und McDonnell Douglas Mitte 1997 fusionierten, trägt die McDonnell Douglas MD-95 seit Anfang 1998 offiziell die Bezeichnung Boeing 717.
Der Prototyp Dash 80 mit dem Kennzeichen N70700 diente Boeing weiterhin als Testflugzeug. Es erhielt zwischenzeitlich unter anderem ein fünftes Triebwerk am Heck, um diese Anordnung für die Boeing 727 zu erproben, es flog mit bis zu drei verschiedenen Triebwerkstypen gleichzeitig und man experimentierte mit anderen Fahrwerken, Lackierungen, Klappensystemen und Radarantennen. Nach rund 3000 Flugstunden wurde es 1972 in den Ruhestand geschickt und dem National Air and Space Museum des Smithsonian übergeben. Anfang der 1990er restaurierte Boeing die Maschine originalgetreu und am 27. August 2003 flog sie zum letzten Mal. Seither ist sie im Steven F. Udvar-Hazy Center in der Nähe des Washington Dulles International Airports ausgestellt.

## Technische Daten
| Kenngröße             | Daten                                       |
| --------------------- | ------------------------------------------- |
| Länge                 | 39,0 m                                      |
| Spannweite            | 39,5 m                                      |
| Höhe                  | 11,6 m                                      |
| Flügelfläche          | 223 m²                                      |
| Flügelstreckung       | 7,0                                         |
| Rumpfdurchmesser      | 3,36 m                                      |
| Leermasse             | 41,8 t                                      |
| Startmasse            | 72,6 t                                      |
| Reisegeschwindigkeit  | 885 km/h                                    |
| Höchstgeschwindigkeit | 935 km/h                                    |
| max. Flughöhe         | 13.100 m                                    |
| Reichweite            | 5.680 km                                    |
| Triebwerke            | 4× Pratt & Whitney JT3 mit je 44,5 kN Schub |